# Primeira fase da Copa Sul-Americana de 2018
A primeira fase da Copa Sul-Americana de 2018 foi disputada entre 13 de fevereiro e 23 de maio.
As equipes se enfrentaram em jogos eliminatórios de ida e volta, classificando-se a que somasse o maior número de pontos. Em caso de igualdade em pontos, a regra do gol marcado como visitante seria utilizada para o desempate. Persistindo o empate, a vaga seria definida em disputa por pênaltis.

## Resultados
| Chave | Equipe 1               | Total       | Equipe 2               | Ida | Volta |
| ----- | ---------------------- | ----------- | ---------------------- | --- | ----- |
| E1    | Everton                | 2–2 (gf)    | Caracas                | 1–2 | 1–0   |
| E2    | Estudiantes de Mérida  | 1–3         | Deportes Temuco        | 1–1 | 0–2   |
| E3    | Lanús                  | 5–4         | Sporting Cristal       | 4–2 | 1–2   |
| E4    | Deportivo Cali         | 5–3         | Danubio                | 3–0 | 2–3   |
| E5    | San Lorenzo            | 1–0         | Atlético Mineiro       | 1–0 | 0–0   |
| E6    | LDU Quito              | 4–4 (gf)    | Guabirá                | 2–1 | 2–3   |
| E7    | Nacional               | 0–0 (4–3 p) | Mineros de Guayana     | 0–0 | 0–0   |
| E8    | Sport Rosario          | 0–2         | Cerro                  | 0–0 | 0–2   |
| E9    | Sol de América         | 3–3 (gf)    | Independiente Medellín | 2–0 | 1–3   |
| E10   | Barcelona de Guayaquil | 1–2         | General Díaz           | 0–0 | 1–2   |
| E11   | Sportivo Luqueño       | 2–2 (5–6 p) | Deportivo Cuenca       | 2–0 | 0–2   |
| E12   | UTC                    | 2–4         | Rampla Juniors         | 2–0 | 0–4   |
| E13   | Defensa y Justicia     | 3–1         | América de Cali        | 0–1 | 3–0   |
| E14   | Atlético Paranaense    | 4–2         | Newell's Old Boys      | 3–0 | 1–2   |
| E15   | Unión Española         | 0–3         | Sport Huancayo         | 0–0 | 0–3   |
| E16   | Jaguares               | 2–4         | Boston River           | 2–1 | 0–3   |
| E17   | Rosário Central        | 0–1         | São Paulo              | 0–0 | 0–1   |
| E18   | El Nacional            | 4–3         | San José               | 3–2 | 1–1   |
| E19   | Blooming               | 1–4         | Bahia                  | 1–0 | 0–4   |
| E20   | Zamora                 | 0–3         | Colón                  | 0–2 | 0–1   |
| E21   | Audax Italiano         | 2–3         | Botafogo               | 1–2 | 1–1   |
| E22   | Fluminense             | 3–2         | Nacional Potosí        | 3–0 | 0–2   |

### Chave E1
Todas as partidas estão no horário local.
| 22 de fevereiro | Everton          | 1 – 2     | Caracas                  | Estádio Sausalito, Viña del Mar                            |
| 21:30 (UTC−3)   | Cuevas 73' (pen) | Relatório | Arrieta 75' · Pernía 90' | Público: 8 646[carece de fontes?] Árbitro: ECU Luis Quiroz |

| 6 de março    | Caracas | 0 – 1     | Everton    | Estádio Metropolitano, Cabudare                              |
| 20:45 (UTC−4) |         | Relatório | Madrid 63' | Público: 1 500[carece de fontes?] Árbitro: BRA Raphael Claus |

2–2 no placar agregado, Caracas avançou pela regra do gol fora de casa.

### Chave E2
| 18 de abril   | Estudiantes de Mérida | 1 – 1     | Deportes Temuco | Estádio Metropolitano, Mérida                             |
| 18:15 (UTC−4) | Herrera 73'           | Relatório | Ábalos 88'      | Público: 7 000[carece de fontes?] Árbitro: BOL Ivo Méndez |

| 9 de maio     | Deportes Temuco                | 2 – 0     | Estudiantes de Mérida | Estádio Municipal Germán Becker, Temuco                         |
| 19:15 (UTC−3) | Riquero 5' · Canío 90+2' (pen) | Relatório |                       | Público: 10 075[carece de fontes?] Árbitro: COL Gustavo Murillo |

Deportes Temuco venceu por 3–1 no placar agregado.

### Chave E3
| 21 de fevereiro | Lanús                                                   | 4 – 2     | Sporting Cristal       | Estádio La Fortaleza, Lanús                                |
| 19:15 (UTC−3)   | Vides 15' · Acosta 28' · Silva 31' (pen) · Di Renzo 85' | Relatório | Herrera 21', 52' (pen) | Público: 7 000[carece de fontes?] Árbitro: BOL Gery Vargas |

| 7 de março    | Sporting Cristal                    | 2 – 1     | Lanús               | Estádio Nacional, Lima                                           |
| 19:45 (UTC−5) | Herrera 7' (pen) · Calcaterra 90+2' | Relatório | García Guerreño 85' | Público: 25 000[carece de fontes?] Árbitro: BRA Anderson Daronco |

Lanús venceu por 5–4 no placar agregado.

### Chave E4
| 10 de abril   | Deportivo Cali                         | 3 – 0     | Danubio | Estádio Deportivo Cali, Palmira                                |
| 19:30 (UTC−5) | Sand 14' · Delgado 54' · Benedetti 69' | Relatório |         | Público: 20 000[carece de fontes?] Árbitro: VEN Alexis Herrera |

| 8 de maio     | Danubio                                    | 3 – 2     | Deportivo Cali              | Estádio Luis Franzini, Montevidéu                             |
| 21:45 (UTC−3) | Sosa 3' · Cepellini 77' · J. Rodríguez 85' | Relatório | Benedetti 54' · Delgado 55' | Público: 4 000[carece de fontes?] Árbitro: ARG Mauro Vigliano |

Deportivo Cali venceu por 5–3 no placar agregado.

### Chave E5
| 11 de abril   | San Lorenzo | 1 – 0     | Atlético Mineiro | Estádio Nuevo Gasómetro, Buenos Aires                           |
| 19:15 (UTC−3) | Gudiño 39'  | Relatório |                  | Público: 20 000[carece de fontes?] Árbitro: URU Leodán González |

| 8 de maio     | Atlético Mineiro | 0 – 0     | San Lorenzo | Estádio Independência, Belo Horizonte       |
| 21:45 (UTC−3) |                  | Relatório |             | Público: 13 517 Árbitro: CHI Julio Bascuñán |

San Lorenzo venceu por 1–0 no placar agregado.

### Chave E6
| 10 de abril   | LDU Quito                  | 2 – 1     | Guabirá     | Estádio Casablanca, Quito                                 |
| 17:15 (UTC−5) | Rodríguez 26' · Barcos 40' | Relatório | Pizarro 58' | Público: 6 000[carece de fontes?] Árbitro: CHI Piero Maza |

| 8 de maio     | Guabirá                                   | 3 – 2     | LDU Quito                 | Estádio Gilberto Parada, Montero                                |
| 18:15 (UTC−4) | Castillo 26' · Hoyos 69' · Montenegro 75' | Relatório | Anangonó 57' · Barcos 81' | Público: 11 000[carece de fontes?] Árbitro: URU Leodán González |

4–4 no placar agregado, LDU Quito avançou pela regra do gol fora de casa.

### Chave E7
| 15 de fevereiro | Nacional | 0 – 0     | Mineros de Guayana | Estádio Defensores del Chaco, Assunção                       |
| 19:15 (UTC−3)   |          | Relatório |                    | Público: 1 500[carece de fontes?] Árbitro: ARG Silvio Trucco |

| 8 de março    | Mineros de Guayana | 0 – 0     | Nacional | Polideportivo Cachamay, Puerto Ordaz                           |
| 18:15 (UTC−4) |                    | Relatório |          | Público: 3 000[carece de fontes?] Árbitro: BRA Ricardo Marques |

|                                       |       | Penalidades                                         |  |
| Gómez Faría Hurtado Machado Ortiz Pol | 3 – 4 | Salgueiro Dávalos Espínola Villagra Bareiro Santana |  |

0–0 no placar agregado, Nacional venceu por 4–3 na disputa de pênaltis.

### Chave E8
| 20 de fevereiro | Sport Rosario | 0 – 0     | Cerro | Estádio Rosas Pampa, Huaraz                                 |
| 17:15 (UTC−5)   |               | Relatório |       | Público: 8 000[carece de fontes?] Árbitro: COL Andrés Rojas |

| 7 de março    | Cerro                 | 2 – 0     | Sport Rosario | Estádio Luis Trócolli, Montevidéu                          |
| 19:15 (UTC−3) | López 65' · Zazpe 73' | Relatório |               | Público: 3 000[carece de fontes?] Árbitro: PAR Éber Aquino |

Cerro venceu por 2–0 no placar agregado.

### Chave E9
| 12 de abril   | Sol de América    | 2 – 0     | Independiente Medellín | Estádio Luis Alfonso Giagni, Villa Elisa                         |
| 20:30 (UTC−4) | Zeballos 21', 49' | Relatório |                        | Público: 10 000[carece de fontes?] Árbitro: PER Michael Espinoza |

| 10 de maio    | Independiente Medellín                    | 3 – 1     | Sol de América | Estádio Atanasio Girardot, Medellín                           |
| 19:45 (UTC−5) | Pertuz 20' · Cano 69' (pen) · Caicedo 76' | Relatório | Villagra 14'   | Público: 17 630[carece de fontes?] Árbitro: BRA Raphael Claus |

3–3 no placar agregado, Sol de América avançou pela regra do gol fora de casa.

### Chave E10
| 20 de fevereiro | Barcelona de Guayaquil | 0 – 0     | General Díaz | Estádio Monumental, Guaiaquil                                    |
| 19:30 (UTC−5)   |                        | Relatório |              | Público: 15 000[carece de fontes?] Árbitro: PER Michael Espinoza |

| 7 de março    | General Díaz                        | 2 – 1     | Barcelona de Guayaquil | Estádio Feliciano Cáceres, Luque                                |
| 19:15 (UTC−3) | Espinoza 48' · Leichtweis 71' (pen) | Relatório | Dinneno 60'            | Público: 2 000[carece de fontes?] Árbitro: ARG Patricio Loustau |

General Díaz venceu por 2–1 no placar agregado.

### Chave E11
| 13 de fevereiro | Sportivo Luqueño        | 2 – 0     | Deportivo Cuenca | Estádio Feliciano Cáceres, Luque                            |
| 19:15 (UTC−3)   | Armoa 19' · Bareiro 34' | Relatório |                  | Público: 5 000[carece de fontes?] Árbitro: ARG Jorge Baliño |

| 7 de março    | Deportivo Cuenca         | 2 – 0     | Sportivo Luqueño | Estádio Alejandro Serrano Aguilar, Cuenca                       |
| 19:45 (UTC−5) | Rojas 73' · Bonfigli 81' | Relatório |                  | Público: 10 000[carece de fontes?] Árbitro: COL Gustavo Murillo |

|                                                |       | Penalidades                                       |  |
| Bonfigli Quiñónez Rojas Porozo Bedoya Preciado | 6 – 5 | dos Santos Riveros Medina Leguizamón Orsini Matto |  |

2–2 no placar agregado, Deportivo Cuenca venceu por 6–5 na disputa de pênaltis.

### Chave E12
| 13 de fevereiro | UTC                     | 2 – 0     | Rampla Juniors | Estádio Miguel Grau, Callao                                   |
| 17:15 (UTC−5)   | Ponce 33' · Cardoza 61' | Relatório |                | Público: 1 000[carece de fontes?] Árbitro: BRA Dewson Freitas |

| 8 de março    | Rampla Juniors                                           | 4 – 0     | UTC | Estádio Luis Franzini, Montevidéu                          |
| 19:15 (UTC−3) | Lalinde 13' · Olivera 21' · Igor Paim 59' · Rigoleto 83' | Relatório |     | Público: 1 500[carece de fontes?] Árbitro: ECU Carlos Orbe |

Rampla Juniors venceu por 4–2 no placar agregado.

### Chave E13
| 15 de fevereiro | Defensa y Justicia | 0 – 1     | América de Cali          | Estádio Norberto Tomaghello, Florencio Varela                  |
| 21:30 (UTC−3)   |                    | Relatório | Martínez Borja 43' (pen) | Público: 15 000[carece de fontes?] Árbitro: BRA Wilton Sampaio |

| 8 de março    | América de Cali | 0 – 3     | Defensa y Justicia                        | Estádio Pascual Guerrero, Cáli                                 |
| 19:45 (UTC−5) |                 | Relatório | Márquez 13' · Miranda 64' · Fernández 83' | Público: 18 000[carece de fontes?] Árbitro: PAR Ulises Mereles |

Defensa y Justicia venceu por 3–1 no placar agregado.

### Chave E14
| 12 de abril   | Atlético Paranaense                  | 3 – 0     | Newell's Old Boys | Arena da Baixada, Curitiba               |
| 19:15 (UTC−3) | Pablo 9' · Nikão 30' · Guilherme 36' | Relatório |                   | Público: 11 010 Árbitro: BOL Gery Vargas |

| 10 de maio    | Newell's Old Boys | 2 – 1     | Atlético Paranaense | Estádio Marcelo Bielsa, Rosário                             |
| 19:15 (UTC−3) | Leal 36', 65'     | Relatório | Nikão 85'           | Público: 40 000[carece de fontes?] Árbitro: ECU Carlos Orbe |

Atlético Paranaense venceu por 4–2 no placar agregado.

### Chave E15
| 15 de fevereiro | Unión Española | 0 – 0     | Sport Huancayo | Estádio Santa Laura, Santiago                             |
| 21:30 (UTC−3)   |                | Relatório |                | Público: 3 602[carece de fontes?] Árbitro: ECU Omar Ponce |

| 8 de março    | Sport Huancayo                             | 3 – 0     | Unión Española | Estádio Huancayo, Huancayo                                      |
| 19:45 (UTC−5) | Trujillo 20' · Monsalvo 49' · Valverde 78' | Relatório |                | Público: 4 000[carece de fontes?] Árbitro: VEN Jesús Valenzuela |

Sport Huancayo venceu por 3–0 no placar agregado.

### Chave E16
| 10 de abril   | Jaguares             | 2 – 1     | Boston River  | Estádio Jaraguay, Montería                                        |
| 17:15 (UTC−5) | Rojas 69' (pen), 75' | Relatório | Mastriani 54' | Público: 4 000[carece de fontes?] Árbitro: ARG Fernando Echenique |

| 10 de maio    | Boston River                  | 3 – 0     | Jaguares | Estádio Luis Franzini, Montevidéu                          |
| 19:15 (UTC−3) | Scotti 41', 53' · Pereyra 46' | Relatório |          | Público: 1 000[carece de fontes?] Árbitro: BOL Raúl Orosco |

Boston River venceu por 4–2 no placar agregado.

### Chave E17
| 12 de abril   | Rosário Central | 0 – 0     | São Paulo | Estádio Gigante de Arroyito, Rosário                            |
| 21:30 (UTC−3) |                 | Relatório |           | Público: 40 000[carece de fontes?] Árbitro: PER Víctor Carrillo |

| 9 de maio     | São Paulo       | 1 – 0     | Rosário Central | Estádio do Morumbi, São Paulo            |
| 21:45 (UTC−3) | Diego Souza 60' | Relatório |                 | Público: 33 862 Árbitro: PAR Éber Aquino |

São Paulo venceu por 1–0 no placar agregado.

### Chave E18
| 22 de fevereiro | El Nacional                                | 3 – 2     | San José                  | Estádio Olímpico Atahualpa, Quito                             |
| 17:15 (UTC−5)   | Segovia 25' · Balda 37' (pen) · Angulo 69' | Relatório | Saucedo 22' · Ramallo 50' | Público: 5 000[carece de fontes?] Árbitro: PAR Ulises Mereles |

| 6 de março    | San José    | 1 – 1     | El Nacional  | Estádio Jesús Bermúdez, Oruro                               |
| 18:15 (UTC−4) | Saucedo 58' | Relatório | Parrales 79' | Público: 20 000[carece de fontes?] Árbitro: VEN José Argote |

El Nacional venceu por 4–3 no placar agregado.

### Chave E19
| 11 de abril   | Blooming    | 1 – 0     | Bahia | Estádio Ramón Tahuichi Aguilera, Santa Cruz                 |
| 20:45 (UTC−4) | L. Vaca 49' | Relatório |       | Público: 10 000[carece de fontes?] Árbitro: ECU Luis Quiroz |

| 23 de maio    | Bahia                                                 | 4 – 0     | Blooming | Arena Fonte Nova, Salvador             |
| 21:45 (UTC−3) | Zé Rafael 26', 76' · Elton 50' · Júnior Brumado 90+2' | Relatório |          | Público: 10 073 Árbitro: VEN Juan Soto |

Bahia venceu por 4–1 no placar agregado.

### Chave E20
| 13 de fevereiro | Zamora | 0 – 2     | Colón                | Estádio La Carolina, Barinas                                     |
| 20:30 (UTC−4)   |        | Relatório | Correa 5' · Vera 85' | Público: 4 000[carece de fontes?] Árbitro: PAR Arnaldo Samaniego |

| 6 de março    | Colón     | 1 – 0     | Zamora | Estádio Cementerio de Elefantes, Santa Fé                        |
| 21:45 (UTC−3) | Conti 69' | Relatório |        | Público: 30 000[carece de fontes?] Árbitro: URU Jonhatan Fuentes |

Colón venceu por 3–0 no placar agregado.

### Chave E21
| 12 de abril   | Audax Italiano    | 1 – 2     | Botafogo                         | Estádio San Carlos de Apoquindo, Santiago                   |
| 19:15 (UTC−3) | Sergio Santos 41' | Relatório | Brenner 71' · Rodrigo Pimpão 90' | Público: 2 187[carece de fontes?] Árbitro: COL Andrés Rojas |

| 9 de maio     | Botafogo              | 1 – 1     | Audax Italiano | Estádio Nilton Santos, Rio de Janeiro        |
| 21:45 (UTC−3) | Matheus Fernandes 57' | Relatório | Cabrera 84'    | Público: 8 970 Árbitro: PER Michael Espinoza |

Botafogo venceu por 3–2 no placar agregado.

### Chave E22
| 11 de abril   | Fluminense                                  | 3 – 0     | Nacional Potosí | Estádio do Maracanã, Rio de Janeiro       |
| 21:45 (UTC−3) | Pablo Dyego 72' · Gum 81' · Pedro 88' (pen) | Relatório |                 | Público: 6 892 Árbitro: COL Nicolás Gallo |

| 10 de maio    | Nacional Potosí      | 2 – 0     | Fluminense | Estádio Víctor Agustín Ugarte, Potosí                           |
| 20:45 (UTC−4) | Reina 50', 60' (pen) | Relatório |            | Público: 5 000[carece de fontes?] Árbitro: URU Esteban Ostojich |

Fluminense venceu por 3–2 no placar agregado.